# Вудмаска Юрій Юрійович
Ю́рій Ю́рійович Вудмаска (нар. 1993) — український військовик, старший солдат Збройних сил України, учасник російсько-української війни.
В мирний час проживає у Закарпатській області. Один з засновників ГО «Закарпатська спілка інвалідів та учасників війни — Незламні» (2018) та БО «Благодійний фонд „Ліскоруш“».

## Нагороди
За особисту мужність і героїзм, виявлені у захисті державного суверенітету та територіальної цілісності України, вірність військовій присязі під час російсько-української війни нагороджений орденом «За мужність» III ступеня (26.2.2015).